# Gode
Gode este un oraș din Statul Somali, Etiopia.